# ЗГА
Это статья о музыкальной группе. О значении слова зга в выражении «ни зги не видно» см. статью зга в Викисловаре.
ЗГА (лат. ZGA) — авангардная музыкальная группа, созданная в 1984 году в Риге.

## История
Группа создана Николаем Судником и Валерием Дудкиным в 1984 году в Риге. Начала творческую деятельность с выпуска нескольких магнитоальбомов, записанных собственными силами в домашних условиях. Первый магнитоальбом был записан Николаем Судником, Эмилией Лосевой и Валерием Дудкиным.
Первая виниловая пластинка группы вышла в 1989 году в Англии. В 1990 году BBC выпустила фильм о группе. В этом же году ЗГА впервые пишется на студии в Риге и начинает выступать на зарубежных фестивалях: Канада, Австрия, Швеция, Германия. В 1993 году группа упоминается в фильме «The Double – Russian industrial music and low tech videos» финских кинодокументалиста Мика Таанила и музыканта Антона Никкиля. Позже, в 2001 году, Никкиля опубликует статью «Индустриальная зараза: Российский индустриальный нойз: пионеры, молодежная лига и члены партии» (англ. INDUSTRIAL DISEASE – Russian industrial noise: Pioneers, youth league and party members) в журнале The Wire, в которой так же посвятит много места творчеству коллектива.
В начале 1990-х четыре альбома изданы британской фирмой Recomended Records. Материалы о группе вошли в книгу «Experimental musical instruments» (Ellipsis art, Нью-Йорк). Группа получает известность в Европе и на Западе, что позволяет ей гастролировать и выпускать новые записи за рубежом, в условиях тяжелой экономической ситуации в России. 
В конце 1990-х годов с группой недолго играл Герман Подстаницкий, лидер распавшейся группы «Югендштиль». В последнее время[когда?] в составе группы «ЗГА» часто выступают музыканты из группы «Ива Нова».
В 1991 году по приглашению Фонда Свободная Культура ЗГА перебирается в Ленинград, где существует и по сей день. С 1999 года Николай Судник работает арт-директором уникальной программы «Галерея Экспериментального Звука / ГЭЗ 21».

## Состав
- Николай Судник — кларнет, «згармонии».
- Вадим Петренко — гитара, «згармонии».
- Александр Жилин — бас-гитара, пружины.
- Михаил Юденич — ударные, «кит драмз».

## Альбомы

### ЗГА
- ZGA:(Riga)  (1989)
- The End Of An Epoch (1991)
- ZGAmoniums (1995)
- Sub Luna Morrior (1996)
- Полёт Заразы (1999)
- Детский Альбом (Kinderalbum)  (2003)
- MaraZGAmatikA (2004)
- Gloom (2004)
- ZGA + Opus Posth — Carmina Moriturorum (2007)
- Футуроз (Futurosis) (2012)

### Николай Судник(соло)
- Tauromakhia (2001)
- Promenade / Прогулка  (2002)
- Noise Paradise (2003)
- Delikatessen (2005) , w / Vyacheslav Gayvoronsky
- Pas De Trois  (2008)
- Not Quite Songs (2010), w/ Sainkho Namchylak
- Depot Of Genius Delusions / Депо Гениальных Заблуждений (2011)